# 阿比盖尔·登特
阿比盖尔·登特（英語：Abigail Dent，2002年3月4日—），加拿大女子赛艇运动员，2023年泛美运动会女子八人单桨有舵手金牌得主和女子双人单桨无舵手银牌得主、2024年夏季奥林匹克运动会女子八人单桨有舵手银牌得主。